# Alliancelles
Alliancelles je francouzská obec v departementu Marne v regionu Grand Est. Žije zde 151 obyvatel.

## Geografie
Obec leží na východě departementu Marne u jeho hranic s departementem Meuse.

### Sousední obce
| Růžice kompasu | Villers-le-Sec    | Bettancourt-la-Longue | Rancourt-sur-Ornain (Meuse) | Růžice kompasu |
| Růžice kompasu |                   | Sever                 | Remennecourt (Meuse)        | Růžice kompasu |
| Růžice kompasu | Alliancelles      |                       | Remennecourt (Meuse)        | Růžice kompasu |
| Růžice kompasu | Jih               |                       | Remennecourt (Meuse)        | Růžice kompasu |
| Růžice kompasu | Heiltz-le-Maurupt |                       | Sermaize-les-Bains          | Růžice kompasu |